# Franciszek Świder
Franciszek Świder (27. ledna 1911 Karviná – 22. března 1997 Karviná) byl polský malíř a sochař Těšínského Slezska.

## Životopis
Narodil se 27. ledna 1911 v Karviné. Měl tři sourozence, dva bratry a sestru. Otec pracoval jako dělník na koksovně Hohenegger v Karviné, matka Tereza (rozená Kobielusz) byla v domácnosti, kde se věnovala výchově dětí. Od dětství projevoval umělecké nadání a tak po absolvování měšťanky v Karviné nastoupil do sekce malířství a dekorace státní umělecké školy v Krakově (Państwowa Szkoła Sztuk Zdobniczych i Przemysłu). V roce 1932 školu úspěšně absolvoval a v dalším studiu pokračoval v Praze. Rok studoval výtvarnou školu u profesora Františka Kysely. V létech 1933–1938 studoval na pražské Akademii výtvarného umění v ateliéru Tavíka Františka Šimona a Jakuba Obrovského.
První rok druhé světové války strávil ve východním Polsku. Po návratu do Karviné odmítl listinu Deutsche Volksliste a tak pracoval jako pomocný dělník ve firmě Herman Faber. Uměním se během války nezabýval, teprve po jejím skončení pokračoval v umělecké tvorbě. Podílel se na vzniku literární sekce Polského kulturně osvětového svazu. V jeho rámci ilustroval pro měsíčník Zwrot a jiná vydavatelství svazu. Byl členem Svazu československých výtvarníků a Polskiego Związku Literacko-Artystysznego w Czechosłowacji. V hornické kolonii, kde se narodil byl skromným člověkem s pozitivní energií. Jeho přímočarost a otevřenost se ne vždy setkávaly s pochopením okolí a občas míval oprávněně pocit křivdy. Patřil k čelným představitelům umělců Těšínského Slezska.

## Tvorba
Byl všestranný umělec. Maloval olejomalby, akvarely, kreslil, věnoval se monumentálnímu sochařství, nástěnné malbě, vitrážím a sgrafitům.

### Meziválečné období
V roce 1933 v polské škole v Horní Suché zhotovil nástěnnou malbu, triptych zobrazující děti jdoucí do školy. Ilustroval sbírky poezie Pawła Kubisze Předjaří a Rapsodie o Oszeldowi. Vlastní tvorbu prezentoval v roce 1937 na výstavách v Českém Těšíně (23 obrazů, grafik a reliéfů) a v roce 1939 na souborné výstavě umělců Zaolší v Těšíně (89 děl).

### Období po druhé světové válce
- 1949 – vytvoření monumentálního památníku obětem Životické tragédie v Životicích z roku 1949
- 1952–1953 – dvě společné výstavy s Rudolfem Źebrokem uskutečněné v pražské galerii Jízdárna
- další památníky věnované obětem druhé světové války vytesal v Karviné (1952), Třinci (1953), Nýdku (1966), Těrlicku (1967), Ropici (1968), Dolní Lištné (1968).
- výstava u příležitosti Mezinárodního dne dětí v muzeu v Českém Těšíně
- 1978 – účast na putovní výstavě v Praze, Převorsku, Varšavě, Opolí a Krakově
- 1992 – reprospektivní výstava celoživotní tvorby v Kulturním domě v Karviné
- 1995 – účast na putovní výstavě Polští umělci Zaolší v Bílsku, Sulkovicích, Krakově, Praze, Ostravě, Bratislavě a Vídni

Spolu s Rudolfem Źebrokem v roce 1953 v českotěšínském hotelu Piast namaloval fresku „Kulturní brigáda o rozměrech 22 m². Toto unikátní dílo bylo po roce 1990 při vnitřní přestavbě zničeno. Spolu se také zabývali sakrální malbou, restaurovali malby v kostelích v Loukách, Marklovicích a Skřečoni. V havířovském zdravotním středisku namaloval obraz zdravotní sestry s dětmi. V roce 1955 v kině Radost vytvořil obraz pro vitráže a namaloval obraz o založení Havířova. Jeho sgrafito z roku 1957 je na stěně polské školy v Českém Těšíně. V roce 1958 vytvořil sgrafito o osvobození Ostravy na stěně gymnázia v Ostravě, které bylo po roce 1990 odstraněno.
Je autorem 14 reliéfů křížové cesty v kostele svatého Vavřince v Těrlicku. V hale budovy dolu ČSA vytvořil obrovskou kovovou plastiku, která byla v roce 1993 odstraněna. Kromě toho maloval portréty, krajiny. V roce 1994 obnovil v polské škole v Horní Suché vlastní nástěnnou malbu z roku 1933, za války Němci zamalovanou. K renovaci použil barvy dle původních receptur. Jedná se o třídílnou fresku délky 6,5 m o ploše 11,5 m².
Za svou tvorbu obdržel četná polská a česká státní vyznamenání. Zemřel 22. března 1997 v Karviné. Pohřben je na hřbitově v Karviné-Dolech.
Dne 19. listopadu 2011, u příležitostí jeho stého výročí narození byla v Muzeum Těšínského Slezska v Těšíně zahájena výstava Franciszek Świder a jeho dílo.

## Fotogalerie

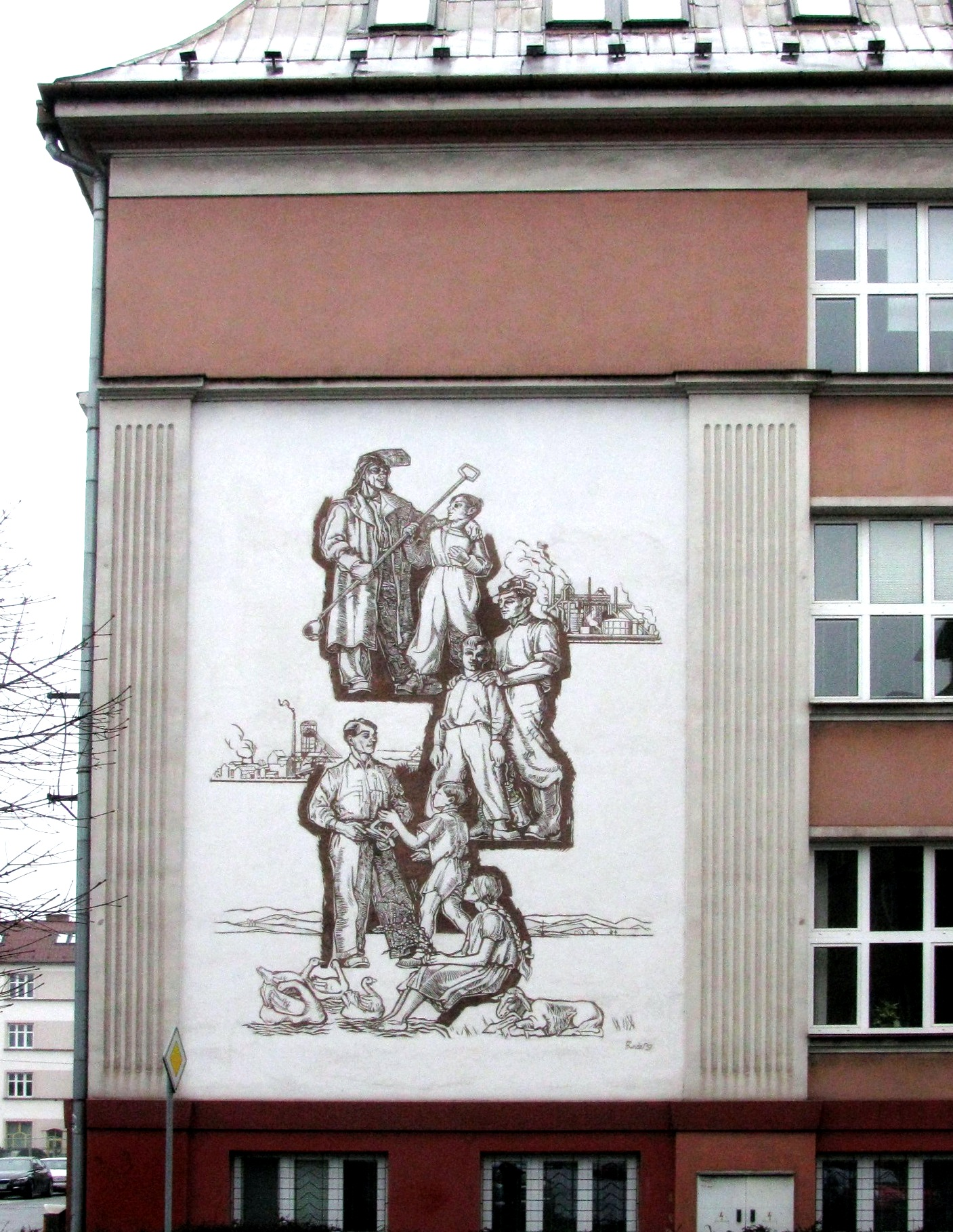
Sgrafito na polské škole v Č.Těšíně
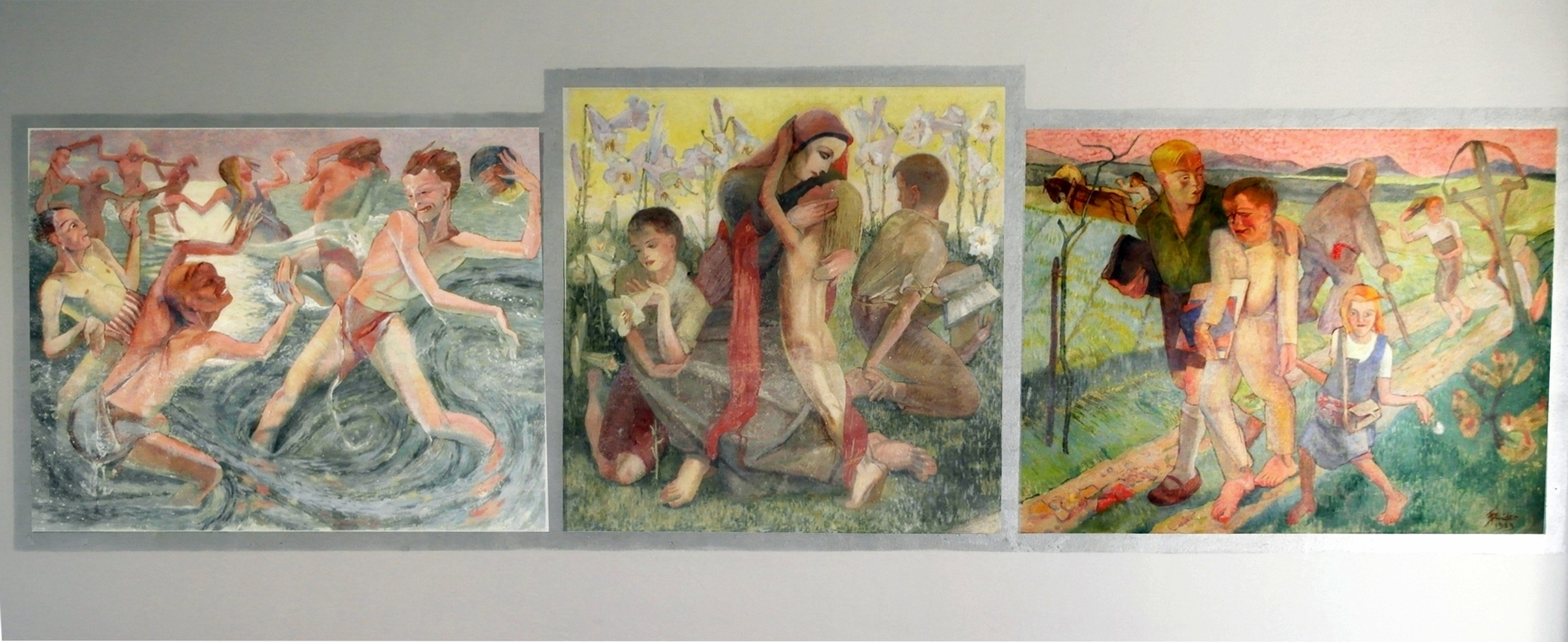
Nástěnná malba v polské škole v Horní Suché
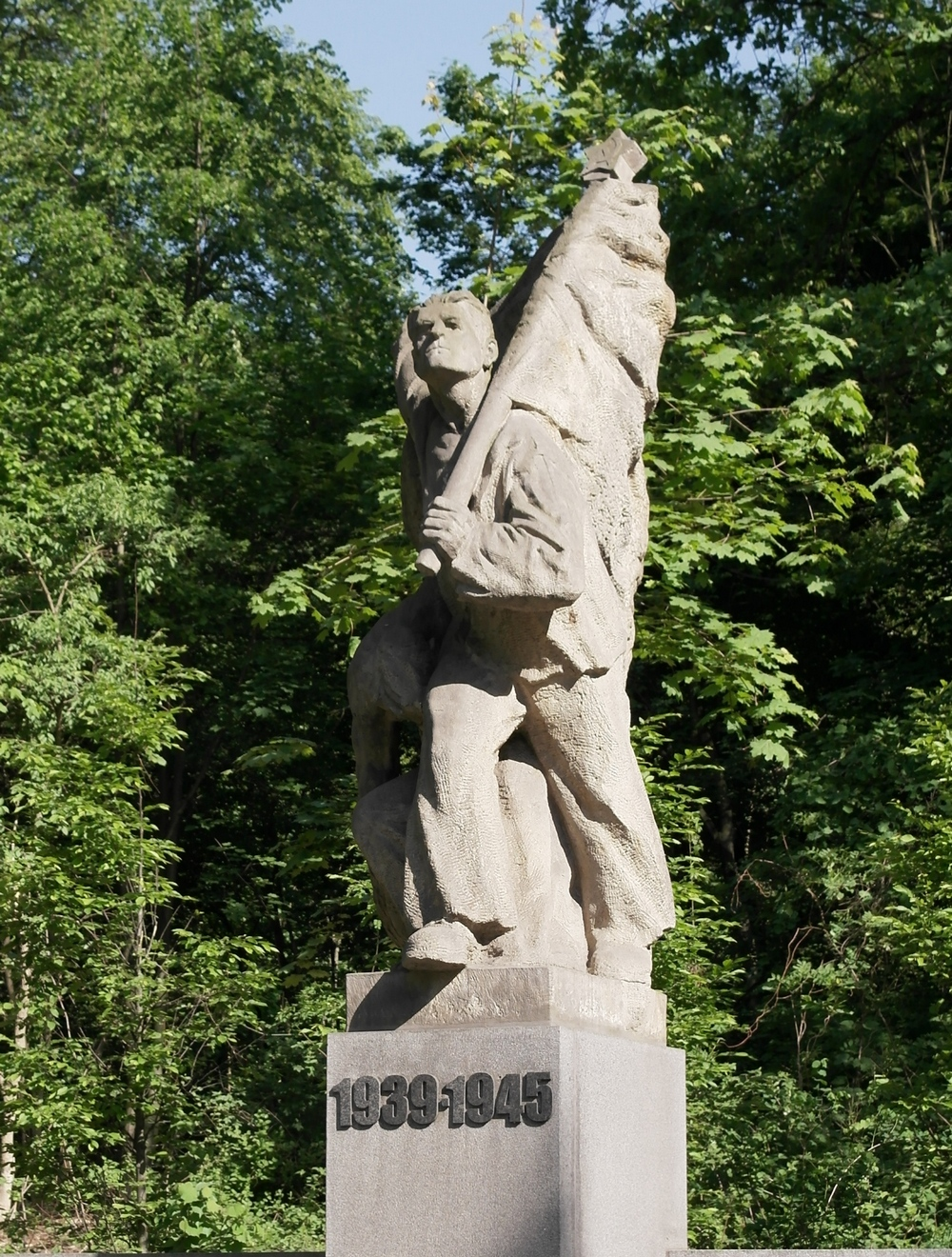
Památník obětem fašismu v Karviné
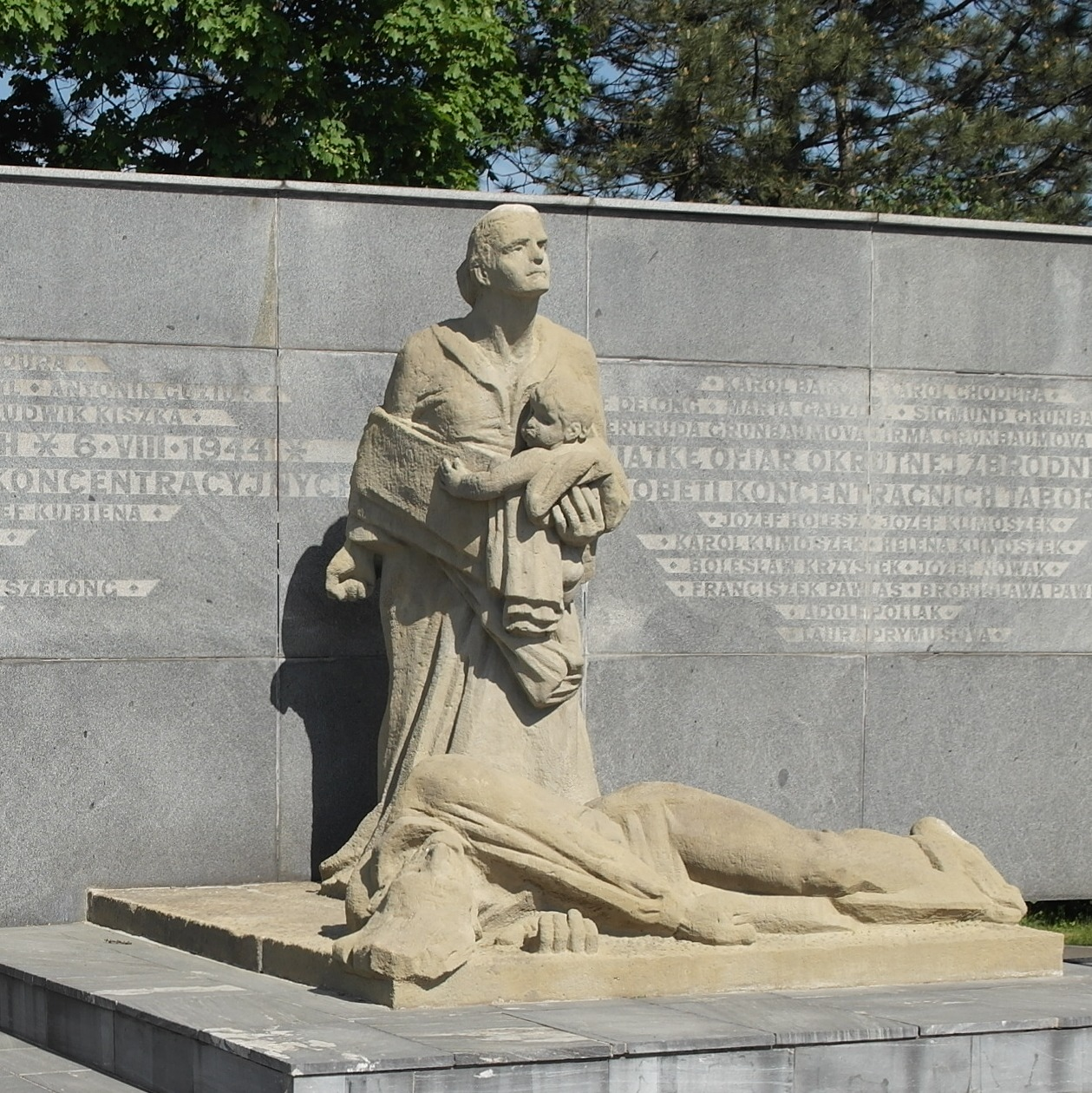
Památník životické tragédie